# Atletiek op de Paralympische Zomerspelen 2024 - 1500 m vrouwen T54
De 1500 meter voor vrouwen klasse T54 op de Paralympische Zomerspelen 2024 vond plaats op 2 september (series) en 3 september (finale) in het Stade de France. Deze klasse is voor atletes met onderbreking van de zenuwen in de lagere delen van de rug, zonder beenfunctie, maar met een bijna volledige armfunctie en een redelijke tot normale rompfunctie. De winares van 2020 was Zhou Zhaoqian uit China, die in 2024 werd opgevolgd door de Zwitserse Catherine Debrunner. De Britse Samantha Kinghorn behaalde het zilver en Susannah Scaroni uit de Verenigde Staten won de bronzen medaille.

## Records
Voorafgaand aan het toernooi waren dit het wereldrecord en het Paralympisch record.
| Wereldrecord        | Zwitserland Catherine Debrunner   | 3:05.41 | Nottwil        | 8 juni 2024       |
| Paralympisch record | Verenigde Staten Tatyana McFadden | 3:22.50 | Rio de Janeiro | 13 September 2016 |

## Series
De eerste vijf van beide series kwalificeerden zich direct voor de finale. 

#### Serie 1
| Rang | Naam                      | Naam | Tijd    | Bijz. |
| ---- | ------------------------- | ---- | ------- | ----- |
| 1    | Susannah Scaroni          | USA  | 3:19.84 | Q, PR |
| 2    | Madison de Rozario        | AUS  | 3:20.09 | Q     |
| 3    | Manuela Schär             | SUI  | 3:20.20 | Q     |
| 4    | Tian Yajuan               | CHN  | 3:20.42 | Q, PB |
| 5    | Melanie Woods             | GBR  | 3:20.70 | Q     |
| 6    | Merle Menje               | GER  | 3:21.86 |       |
| 7    | Eden Rainbow-Cooper       | GBR  | 3:29.44 | q     |
| 8    | Vanessa Cristina de Souza | BRA  | 3:30.86 |       |

### Serie 2
| Rang | Naam                   | Naam | Tijd    | Bijz. |
| ---- | ---------------------- | ---- | ------- | ----- |
| 1    | Catherine Debrunner    | SUI  | 3:34.74 | Q     |
| 2    | Samantha Kinghorn      | GBR  | 3:34.83 | Q     |
| 3    | Zhou Zhaoqian          | CHN  | 3:34.98 | Q     |
| 4    | Patricia Eachus        | SUI  | 3:35.12 | Q     |
| 5    | Aline dos Santos Rocha | BRA  | 3:35.18 | Q     |
| 6    | Shauna Bocquet         | IRL  | 3:35.26 |       |
| 7    | Jenna Fesemyer         | USA  | 3:38.10 |       |

## Finale
| Rang   | Naam                   | Naam | Tijd    | Bijz. |
| ------ | ---------------------- | ---- | ------- | ----- |
| Goud   | Catherine Debrunner    | SUI  | 3:13.10 | PR    |
| Zilver | Samantha Kinghorn      | GBR  | 3:16.01 |       |
| Brons  | Susannah Scaroni       | USA  | 3:16.68 |       |
| 4      | Patricia Eachus        | SUI  | 3:18.38 |       |
| 5      | Madison de Rozario     | AUS  | 3:20.32 |       |
| 6      | Tian Yajuan            | CHN  | 3:20.54 |       |
| 7      | Eden Rainbow-Cooper    | GBR  | 3:22.09 |       |
| 8      | Melanie Woods          | GBR  | 3:23.37 |       |
| 9      | Aline dos Santos Rocha | BRA  | 3:23.43 |       |
| 10     | Zhou Zhaoqian          | CHN  | 3:53.20 |       |
| —      | Manuela Schär          | SUI  | DSQ     | R18.4 |